# Осада форта Босежур
Осада форта Босежур (3—16 июня 1755 года) — эпизод Франко-индейской войны. Осада и взятие форта британскими войсками послужили началом наступления английских войск на Североамериканском континенте.
В 1750 году по распоряжению канадского губернатора Де ла Жонкьера было принято решение о строительстве форта Босежур (фр. Beauséjour) близ перешейка Чигнекто во французской Акадии. Форт был построен в 1751—1752 годах под руководством французских военных инженеров Гаспара-Жозефа де Лери и Луи Франке.
В 1755 году британское командование приняло решение захватить форт с целью овладения перешейком Чигнекто. 2 июня 1755 года британские войска под командованием подполковника Роберта Монктона на кораблях прибыли в бассейн реки Камберленд и высадились в устье небольшой реки Мисэгуш, разбив лагерь под стенами форта Лоуренс (англ. Lawrence). Численность британских войск составляла 270 регулярных солдат и 2000 ополченцев. В качестве опорного пункта английским войскам служил форт Лоуренс.
Британское наступление началось 3 июня. Переправившись через реку в местечке Понт-а-Бюо и выбив оттуда французские заслоны, 4 июня англичане начали строительство лагеря в Бют-а-Миранд (фр. Butte à Mirande) на подступах к форту. 12 июня англичане заняли удобную позицию в местечке Бют-а-Шарль и начали строительство укреплений и батарей для обстрела форта. Интенсивный обстрел форта длился с 13 по 16 июня, когда комендант форта Луи Дю Пон Дюшамбон де Вергор, понимая безнадёжное положение французского гарнизона, принял решение о капитуляции и передал форт англичанам, которые вскоре переименовали его в Камберленд (англ. Cumberland).
Печальным итогом победы британцев стало принятое британской администрацией решение о депортации франко-акадского населения области, прямо или косвенно помогавшего французским войскам во время конфликта (так, часть акадцев находилась в гарнизоне форта, защищая его совместно с французскими солдатами и индейскими союзниками). Осуществление акции было возложено на подполковника Монктона и его солдат. Депортация населения сопровождалась уничтожением их имущества англо-американскими властями.